# Hugo von Freytag-Loringhoven

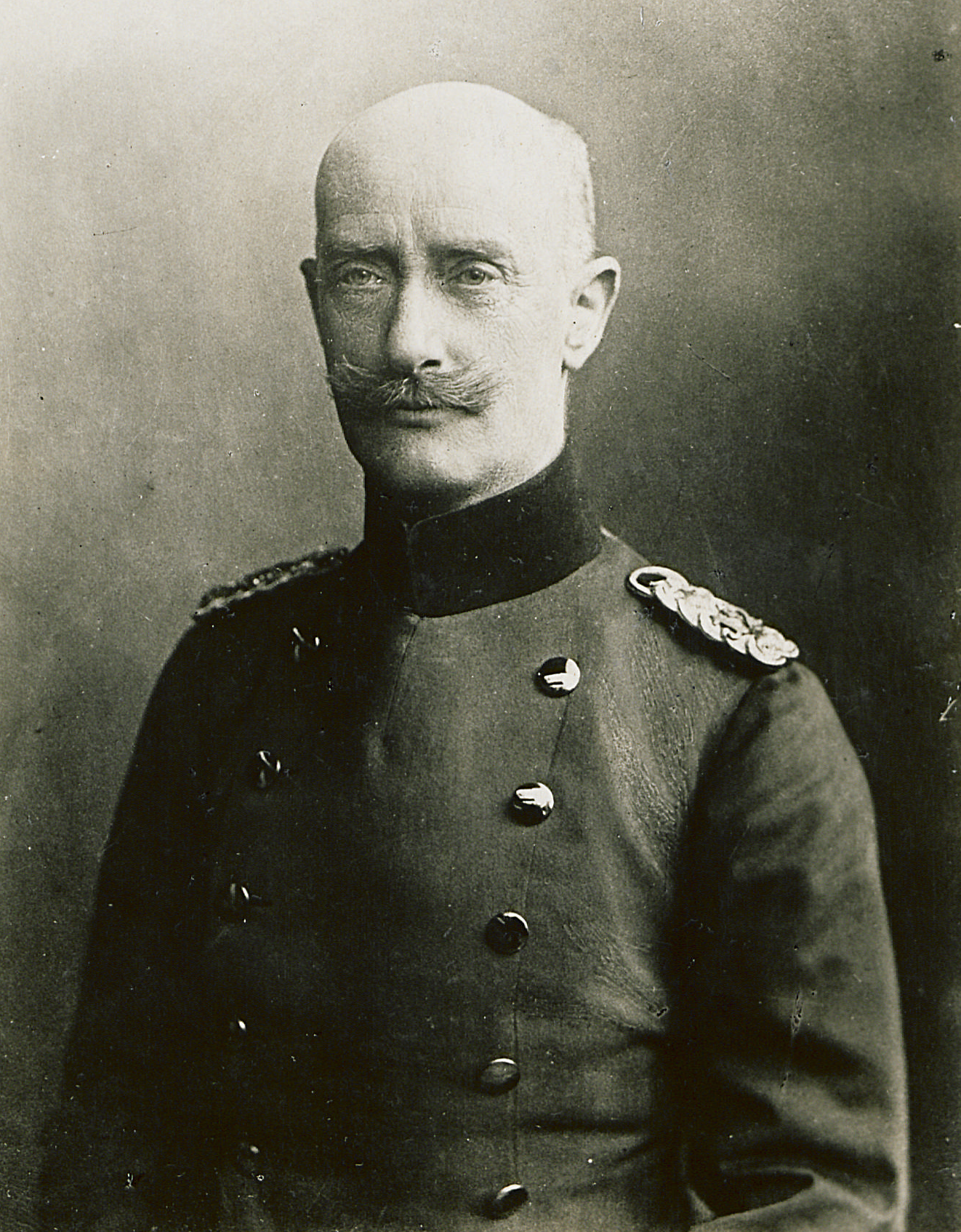
Hugo Friedrich von Freytag-Loringhoven

Hugo Friedrich Philipp Johann Freiherr von Freytag-Loringhoven (20 de mayo de 1855 en Copenhague-19 de octubre de 1924 en Weimar) fue un general prusiano y escritor sobre materia militar, que recibió la Pour le Mérite en 1916 por su trabajo como historiador.

## Biografía
Nació el 20 de mayo de 1855 en Copenhague, Dinamarca, hijo del diplomático Karl von Freytag-Loringhoven (1811-1882). Su familia era alemana del Báltico y originaria de Westfalia.
Ingresó como teniente en el Ejército Imperial Alemán en 1877, pocos años después de la unificación alemana. De 1887 a 1896 enseñó historia militar en la Academia Militar Prusiana de Berlín. Después trabajó durante un tiempo para Alfred von Schlieffen, a quien más tarde describió como «el discípulo favorito de Schlieffen», y en 1907 asumió el mando del 12º Regimiento de Granaderos en Frankfurt an der Oder. En 1910 fue nombrado Oberquartiermeister (Intendente General Adjunto), y en diciembre de 1913 tomó el mando de la 22ª División en Cassel.
Con la movilización de tropas en 1914 para la Primera Guerra Mundial, se convirtió primero en oficial de enlace con las fuerzas austrohúngaras. Después regresó al Mando Supremo del Ejército como Stellvertretender Generalquartiermeister (Intendente General Adjunto), donde se convirtió en asesor no oficial de Erich von Falkenhayn, aunque se lamentaba de su falta de influencia. Dirigió brevemente el 9º Cuerpo de Reserva, después la 17ª División de Reserva, y en septiembre de 1916 regresó al Mando Supremo del Ejército. El 18 de abril de 1918 fue ascendido a General de Infantería.
Murió el 19 de octubre de 1924 en Weimar a la edad de 69 años.

## Publicaciones
Entre sus obras publicadas figuran:
- Studien über die Kriegsführung im Sezessionskrieg (1897)
- Deductions from the World War the English translation of Folgerungen aus dem Weltkriege (1918)
- Heerführung Moltke's und Napoleons (1910)
- Generalfeldmarschall Graf Schlieffen (1910)
- A nation trained in arms or a militia? Lessons in war from the past and the present (1918)
- Kriegsführung und Politik (1918)
- Menschen und Dinge, wie ich sie in meinem Leben sah (1923)
- Die Psyche Der Heere (1923)

## Familia
Su hijo Leopold se casó con la artista dadaísta y poeta Elsa von Freytag-Loringhoven.